# Jewgienij Tiażelnikow
Jewgienij Michajłowicz Tiażelnikow (ros. Евгений Михайлович Тяжельников, ur. 7 stycznia 1928 we wsi Wierchniaja Sanarka w obwodzie czelabińskim, zm. 15 grudnia 2020) – radziecki działacz partyjny i dyplomata.

## Życiorys
Urodzony w rosyjskiej rodzinie chłopskiej. W 1950 ukończył Czelabiński Instytut Pedagogiczny, kandydat nauk historycznych. Od 1950 wykładowca Czelabińskiego Instytutu Pedagogicznego, od 1951 członek WKP(b), w latach 1964–1968 sekretarz Czelabińskiego Komitetu Obwodowego KPZR, od 1968 do 1977 I sekretarz KC Komsomołu. W latach 1977–1982 kierownik Wydziału Propagandy KC KPZR, od 27 grudnia 1982 do 7 czerwca 1990 ambasador ZSRR w Rumunii, następnie na emeryturze. Deputowany do Rady Najwyższej ZSRR od 7 do 10 kadencji. Pochowany na Cmentarzu Kuncewskim.

## Odznaczenia
- Order Lenina (dwukrotnie – 1971 i 1988)
- Order Rewolucji Październikowej (1976)
- Order Czerwonego Sztandaru Pracy (1966)
- Order Przyjaźni Narodów (1980)

I inne.